# Инсубры

Инсу́бры среди кельтских племен (выделены синим цветом) Цизальпийской Галлии в 391—192 годах до н. э.

Инсу́бры (лат. Insubres) — древний кельтский народ, селившийся в начале железного века в Цизальпийской Галлии (лат. Gallia Cisalpina) на равнине реки По, с главным городом Медиоланом (нынешний Милан).
Вместе с бойями — самый могущественный и воинственный народ в Италийской Галлии. Покорённые римлянами во главе с Луцием Валерием Флакком вскоре после окончания Второй Пунической войны. Инсубры восприняли латинский язык и римскую культуру, и вскоре были романизированы.